# Lupinus toratensis
Lupinus toratensis är en ärtväxtart som beskrevs av Charles Piper Smith. Lupinus toratensis ingår i släktet lupiner, och familjen ärtväxter. Inga underarter finns listade i Catalogue of Life.